# Куль-Оба
Куль-Оба (крим. Kul Oba, у перекладі з кримськотатарської — «пагорб попелу») — зникле у XIX столітті кримськотатарське село в околицях Керчі й однойменний скіфський царський курган (могила), розташований поруч.

## Історія
У російських історичних джерелах перша згадка про село Куль-Оба знайдена в Камеральному описі Криму від 1784 року. Але село існувало раніше, опис лише зафіксував його наявність на той час. Після приєднання Криму до Російської імперії (8 лютого 1784 року) село приписали до Сімферопольського повіту Таврійської області. Татарське населення почало емігрувати до Туреччини і село знелюдніло. Вже на мапі 1842 року село умовно позначене знаком «мале село», тобто існувало менше ніж 5 садиб, а незабаром воно зникло зовсім.
У села видатний скіфський царський курган Куль-Оба.